# Сухая Нива (Лихославльский район)
Сухая Нива — деревня в Лихославльском районе Тверской области.

## География
Находится в центральной части Тверской области на расстоянии приблизительно 15 км на север по прямой от районного центра города Лихославль.

## История
Деревня была отмечена как Сухие Нивы ещё на карте Менде, состояние местности на которой соответствует 1848 году. В 1859 году здесь (деревня Новоторжского уезда) было учтено 14 дворов. До 2021 входила в Сосновицкое сельское поселение Лихославльского района до его упразднения.

## Население
Численность населения: 101 человек (1859 год), 7 (русские 71 %, карелы 29 %) в 2002 году, 1 в 2010.